# 後背地
後背地（こうはいち、英語: hinterland、ドイツ語: Hinterland）とは、都市や港湾の経済的な影響を受けている地域のことである。狭義には、特定の港湾を発着する貨物の供給範囲のことをさすが、広義では、都市と物資・サービスの流動や通勤流動がなされる周辺地域のこともいう。
港湾は海に面し、海を通じてほかの港湾と貿易を行うことではじめて役に立つ。そのため海に面している方が正面（前面）、内陸が背面と考えられたので、この名称となった。

## 中心と後背地の関係
一般に、中心となる都市や港湾の規模が大きいほど後背地は広くなる。一方、後背地の経済力が大きいことで都市や港湾が発展することもある。例えば、1870年代以降に港湾都市ロッテルダムが発展した背景として、後背地となるドイツやベルギーにおける工業発展の影響が挙げられる。ゆえに都市や港湾と後背地は相互に影響を及ぼす。また、一方が衰退した場合に他方にも影響を及ぼす。